# Esquí acuático en los Juegos Suramericanos de 2014: Salto masculino
La prueba de salto masculino de esquí acuático en Santiago 2014 se disputó en la Laguna Los Morros entre los días 7 y 8 de marzo de 2014, en los cuales se celebró la competencia preliminar y final respectivamente. Participaron 8 atletas de esta disciplina.

## Resultados

### Preliminares
| Rank | Nombre              | País      | Puntaje | Notas |
| ---- | ------------------- | --------- | ------- | ----- |
| 1    | Felipe Miranda      | Chile     | 60.2    | Q     |
| 2    | Rodrigo Miranda     | Chile     | 55.0    | Q     |
| 3    | Santiago Correa     | Colombia  | 52.2    | Q     |
| 4    | Mario Mustafa       | Perú      | 49.4    | Q     |
| 5    | Rafael de Osma      | Perú      | 43.0    | Q     |
| 6    | Agustín Patricio    | Argentina | 37.0    | Q     |
| 7    | Martín Ávila        | Ecuador   | 10.0    |       |
| 8    | Juan Vicente Méndez | Venezuela | 0.0     |       |

### Final
| Rank              | Nombre           | País      | Puntaje |
| ----------------- | ---------------- | --------- | ------- |
| Medalla de oro    | Rodrigo Miranda  | Chile     | 64.0    |
| Medalla de plata  | Felipe Miranda   | Chile     | 60.0    |
| Medalla de bronce | Santiago Correa  | Colombia  | 55.9    |
| 4                 | Mario Mustafa    | Perú      | 53.2    |
| 5                 | Rafael de Osma   | Perú      | 45.9    |
| 6                 | Agustín Patricio | Argentina | 39.4    |